# Partit Baas Àrab Socialista de Síria
El Partit Baas Àrab Socialista - Regió de Síria (en àrab: حزب البعث العربي الاشتراكي – قطر سوريا Ḥizb al-Ba'th al-'Arabī al-Ishtirākī – Quṭr Sūriyā) és una organització baasista que va governar ininterrompudament Síria des del Cop d'Estat del 1963 fins a la caiguda del règim el 8 de desembre de 2024 després de 13 anys de Guerra Civil siriana. Inicialment era la branca siriana del Partit Baas original (1947-1966), abans de la trencadissa entre les faccions sirianes i de l'Iraq.

## Història
El Partit Baas original, així com la branca siriana, va ser fundat el 7 d'abril de 1947 per Michel Aflaq, un cristià ortodox, Salah Al-Din Al-Bitar, un musulmà sunnita, i Zaki al-Arsuzi, un musulmà alauita, units entorn les idees del nacionalisme i socialisme àrab. El partit va donar suport al govern de Gamal Abdel Nasser i les seves polítiques panarabistes, impulsant juntament amb els comunistes la unificació amb Egipte creant la nova però efímera República Àrab Unida, membre alhora de la confederació dels Estats Àrabs Units. Les contradiccions generades pel nou estat, així com les reticències del nacionalisme sirià, van provocar el Cop d'Estat de 1961, posant fi a la RAU (el nom de la qual seguiria utilitzant Egipte) i restablint la Síria independent.
Després de la Revolució del Ramadà a l'Iraq, que portaria als baasistes al poder, la branca siriana impulsaria el seu propi Cop d'Estat per al 7 de març, posposat finalment un dia, per al 8 de març. En formarien part de la direcció els generals Muhammad Umran i Salah Jadid, així com Hafez al-Àssad, així com d'altres oficials o membres del partit. L'anomenada Revolució del 8 de març provocaria la fi de la Segona República Siriana i del govern de Nazim al-Kudsi, portant al Partit al poder.
Malgrat la victòria de 1963, les tensions provocades per l'experiment de la RAU i les diferències polítiques entre les faccions del Partit (nasseristes, socialistes, baasistes...) provocarien un nou Cop d'Estat al 1966 liderat per Salah Jadid, que comptava amb el suport de la facció baasista tradicional i dels fundadors Aflaq i Bitar, que s'oposaven al secularisme d'estat i les polítiques marxistes que plantejaven les faccions neobaasistes influenciades pel socialisme àrab. També provocaria el trencament definitiu entre la branca siriana del Partit Baas i la de l'Iraq, impulsant la seva pròpia xarxa internacional en el món àrab.
Amb tot, després del fracàs de la Guerra dels Sis Dies i fruit de la influència en l'Exèrcit de Hafez al-Àssad, aquest lideraria un nou Cop d'Estat al 1970, anomenat com a Moviment Correctiu, que modificaria les polítiques cap a un nacionalisme d'esquerres i un major apropament a la Unió Soviètica, mentre possibilitava una major presència del sector privat a nivell intern. Pel que fa a la vida política, el Partit va consolidar la seva hegemonia, creant el Front Nacional Progressista, com a paraigües ampli per a altres organitzacions minoritàries que donaven suport al lideratge d'al-Àssad.

### Baixar al-Àssad
Després de la mort de Hafez al-Àssad l'any 2000, seria succeït pel seu fill Baixar al-Àssad, que intentaria impulsar reformes inspirades en les polítiques xineses o en la perestroika soviètica, després de superar la crisi de la Primavera de Damasc. Anys més tard, les contradiccions polítiques, socials i econòmiques portarien a l'anomenada Revolució Siriana, detonant de la llarga Guerra Civil siriana.

### Caiguda
El 8 de desembre de 2024, el primer ministre Mohammad Ghazi al-Jalali va reconèixer la caiguda del govern del Partit Baas del president Baixar al-Àssad després que aquest fugís a Moscou quan les forces rebels van entrar al barri de Barzeh de la Damasc. per aire amb la seva família en direcció a Moscou.
Al-Jalali va estendre la mà a l'oposició, posant èmfasi en la preservació de les institucions estatals. El líder de Tahrir al-Xam, Abu Mohammad al-Julani, va anunciar que al-Jalali dirigiria el govern de manera interina fins a la formalització d'un nou acord de govern. Al-Jalali va demanar que es celebressin eleccions democràtiques perquè el poble sirià pogués escollir els seus nous líders i va afirmar que Tahrir al-Xam va contactar amb els líders sirians i els homes armats van prometre que no hi hauria repressió. Al-Jalali també va dir que ell i 18 ministres més havien pres la seva decisió de principi de quedar-se a Damasc i no abandonar el país.

## Resultats electorals

### Presidencials
| Any  | Candidat        | Vots       | %           | Resultat |
| ---- | --------------- | ---------- | ----------- | -------- |
| 1971 | Hafez al-Àssad  | 1,919,609  | 99,2 / 100  | Sí       |
| 1978 | Hafez al-Àssad  | 3,975,729  | 99,9 / 100  | Sí       |
| 1985 | Hafez al-Àssad  | 6,200,428  | 100 / 100   | Sí       |
| 1991 | Hafez al-Àssad  | 6,726,843  | 99,99 / 100 | Sí       |
| 1999 | Hafez al-Àssad  | 8,960,011  | 100 / 100   | Sí       |
| 2000 | Baixar al-Àssad | 8,689,871  | 99,7 / 100  | Sí       |
| 2007 | Baixar al-Àssad | 11,199,445 | 99,82 / 100 | Sí       |
| 2014 | Baixar al-Àssad | 10,319,723 | 88,7 / 100  | Sí       |
| 2021 | Baixar al-Àssad | 13,540,860 | 95,1 / 100  | Sí       |

### Consell del Poble
| Any  | Líder              | Escons    | +/– |
| ---- | ------------------ | --------- | --- |
| 1949 |                    | 1 / 114   | 1   |
| 1953 |                    | 0 / 82    | 1   |
| 1954 | Akram al-Hawrani   | 22 / 140  | 22  |
| 1961 | Nureddin al-Atassi | 20 / 140  | 2   |
| 1973 | Hafez al-Àssad     | 122 / 250 | 102 |
| 1977 | Hafez al-Àssad     | 125 / 250 | 3   |
| 1981 | Hafez al-Àssad     | 127 / 250 | 2   |
| 1986 | Hafez al-Àssad     | 130 / 250 | 3   |
| 1990 | Hafez al-Àssad     | 134 / 250 | 4   |
| 1994 | Hafez al-Àssad     | 135 / 250 | 1   |
| 1998 | Hafez al-Àssad     | 135 / 250 | =   |
| 2003 | Baixar al-Àssad    | 167 / 250 | 32  |
| 2007 | Baixar al-Àssad    | 169 / 250 | 2   |
| 2012 | Baixar al-Àssad    | 168 / 250 | 1   |
| 2016 | Baixar al-Àssad    | 172 / 250 | 4   |
| 2020 | Baixar al-Àssad    | 167 / 250 | 5   |
| 2024 | Baixar al-Àssad    | 169 / 250 | 2   |